# Malta nos Jogos Olímpicos de Inverno de 2022
Malta participou dos Jogos Olímpicos de Inverno de 2022, realizados em Pequim, na China.
Foi a terceira aparição do país em Olimpíadas de Inverno. Foi representado por uma única atleta: Jenise Spiteri, no snowboard. Também foi a estreia no país na modalidade.

## Competidores
Esta foi a participação por modalidade nesta edição:
| Esporte   | Masculino | Feminino | Total |
| --------- | --------- | -------- | ----- |
| Snowboard | 0         | 1        | 1     |
| Total     | 0         | 1        | 1     |

## Desempenho

### Snowboard
Feminino
| Atleta         | Evento   | Qualificação | Qualificação | Qualificação | Qualificação | Final       | Final       | Final       | Final       | Final       | Ref.  |
| Atleta         | Evento   | Descida 1    | Descida 2    | Melhor       | Pos.         | Descida 1   | Descida 2   | Descida 3   | Melhor      | Pos.        | Ref.  |
| -------------- | -------- | ------------ | ------------ | ------------ | ------------ | ----------- | ----------- | ----------- | ----------- | ----------- | ----- |
| Jenise Spiteri | Halfpipe | 7.25         | 25.25        | 25.25        | 21           | Não avançou | Não avançou | Não avançou | Não avançou | Não avançou | [ 6 ] |

Legenda
| Recorde mundial      | Recorde mundial (World record)               |                       | Recorde africano                      | Recorde africano (African) |                                           | Q | Classificado por posição (Qualified) |
| Recorde olímpico     | Recorde olímpico (Olympic record)            | Recorde da América    | Recorde da América (Americas)         | q                          | Classificado por melhor tempo (Qualified) |   |                                      |
| Melhor marca do ano  | Melhor marca do ano (World leading)          | Recorde asiático      | Recorde asiático (Asian)              | DNS                        | Não largou (Did not start)                |   |                                      |
| Recorde nacional     | Recorde nacional (National record)           | Recorde europeu       | Recorde europeu (European)            | DNF                        | Não terminou (Did not finish)             |   |                                      |
| Recorde pessoal      | Recorde pessoal do atleta (Personal best)    | Recorde da Oceania    | Recorde da Oceania (Oceania)          | DSQ / DQ                   | Desclassificado (Disqualified)            |   |                                      |
| Recorde da temporada | Recorde da temporada do atleta (Season best) | Recorde sul-americano | Recorde sul-americano (South America) | NM                         | Sem marca (No mark)                       |   |                                      |